# Phylocentropus swolenskyi
Phylocentropus swolenskyi là một loài Trichoptera hóa thạch trong họ Dipseudopsidae.